# Profil georadarowy

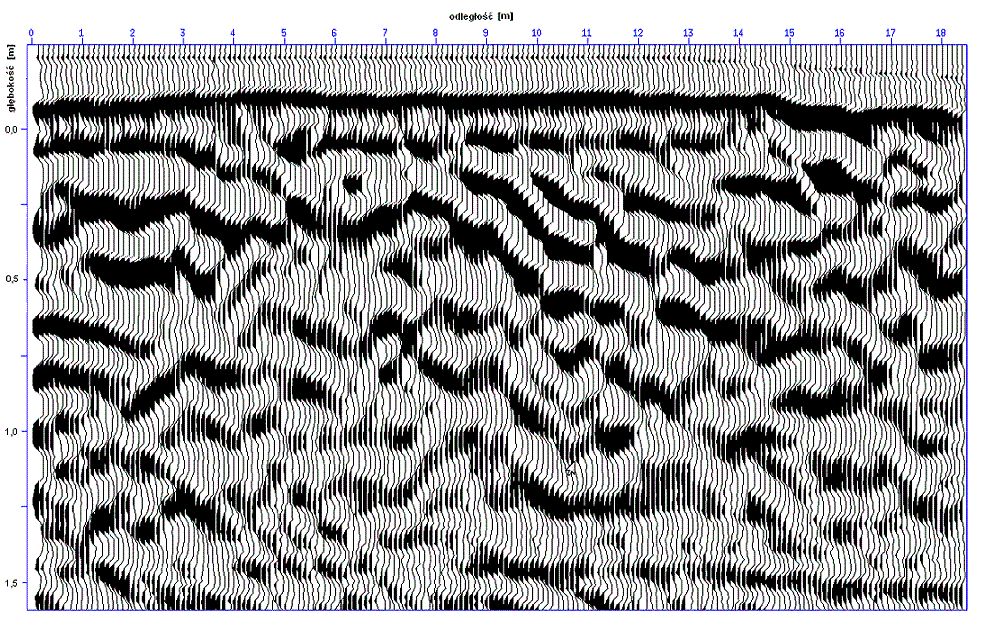
Żwirowe osady łachy meandrowej, brzeg rzeki na prawo od profilu – charakterystyczne skośne warstwowanie.

Profil georadarowy (także radargram, falogram) w badaniach georadarowych jest graficznym obrazem badanego podłoża. Profil georadarowy złożony jest z hodografów odbitej w podłożu fali elektromagnetycznej, która w przypadku większości sprzętu spolaryzowana jest liniowo. Poszczególne wydarzenia są tu graficznie przedstawiane jako amplituda i średnia częstotliwość odbitego sygnału w poziomej skali odległości i pionowej skali czasu (pomiędzy emisją a rejestracją powracającego odbitego sygnału). Przy znajomości prędkości fali elektromagnetycznej w badanym ośrodku skala czasu może być przekształcona na głębokość.

## Odbicie sygnału

Przekazanie i odbicie fali elektromagnetycznej na granicy ośrodków o różnej względnej przenikalności elektrycznej.

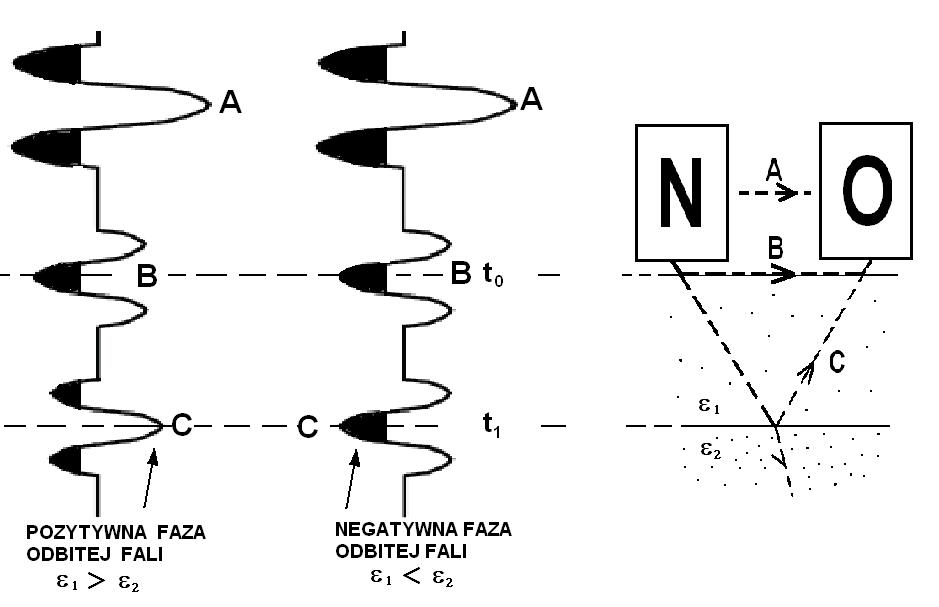
Schemat zależności fazy zarejestrowanej fali elektromagnetycznej od względnej przenikalności elektrycznej może być wykorzystywana przy interpretacji falogramu. Według standardów stosowanych w drogownictwie faza fali jest określana odmiennie.

Rozchodzenie się fal elektromagnetycznych w gruncie, który ma właściwości dielektryczne następuje w wyniku indukcji i polaryzacji elektrycznej ośrodka. Gdy fala dociera do granicy pomiędzy warstwami o różnej względnej przenikalności elektrycznej {\displaystyle \varepsilon }r część energii ulega odbiciu a część zostaje przekazana w dół. Odbicie następuje tu zgodnie z zasadą Huygensa, tzn. poprzez konstruktywną interferencję pomiędzy falami, które uległy dyfrakcji na sąsiednich punktach położonych na granicy pomiędzy ośrodkami o różnych właściwościach dielektrycznych. Podobnie jak w przypadku fali sejsmicznej, amplituda sygnału na hodografie odbitej fali elektromagnetycznej jest zależna od fresnelowskiego (amplitudowego) współczynnika odbicia R:
{\displaystyle R={\frac {V_{2}-V_{1}}{V_{2}+V_{1}}}.}
W przypadku fali elektromagnetycznej, rozchodzącej się w ośrodku niepochłaniającym fali i niemagnetycznym, współczynnik załamania Fresnela zależy od przenikalności elektrycznej ośrodków:
{\displaystyle R={\frac {{\sqrt {\varepsilon _{1}}}-{\sqrt {\varepsilon _{2}}}}{{\sqrt {\varepsilon _{1}}}+{\sqrt {\varepsilon _{2}}}}}.}
Wartość R będzie więc zawarta pomiędzy −1 a +1. Przy czym wartości ujemne oznaczają zmianę fazy sygnału odbitego w stosunku do padającego. Współczynnik odbicia określa więc na profilu georadarowym fazę odbitej od granicy litologicznej fali. Przykładowo granica pomiędzy suchym a nawodnionym piaskiem charakteryzuje się ujemną wartością współczynnika odbicia Fresnela (co także wiąże się ze wzrostem przenikalności elektrycznej poniżej tej granicy), podobna sytuacja będzie miała miejsce w przypadku wzrostu zagęszczenia suchego piasku. Jeżeli jednak piasek jest nawodniony, nagły wzrost zagęszczenia cechuje się dodatnim współczynnikiem odbicia Fresnela (pozytywną fazą odbitej i zarejestrowanej fali). Wynika to ze zmniejszenia zawartości płynów porowych (czyli wzrostu przenikalności elektrycznej na granicy ośrodków).
Fala odbita od powierzchni terenu zawsze charakteryzuje się negatywnym współczynnikiem R (powietrze ma zawsze niższą wartość przenikalności elektrycznej niż grunt), a więc faza zarejestrowanej fali jest zawsze negatywna. Podobnie górna granica (strop) warstwy torfu zalegającej pomiędzy dwoma warstwami nawodnionego piasku będzie zaznaczona poprzez dodatnią fazę fali (sygnał przechodzi w dół przez granicę, która charakteryzuje się spadkiem przenikalności elektrycznej), natomiast dolna granica (spąg) poprzez negatywną fazę fali (wzrost przenikalności elektrycznej na granicy).
Istnieją różnice w prezentowaniu fazy fali na profilach georadarowych. Dla przykładu przy interpretacji profili radarowych na potrzeby drogownictwa powszechnie uznawane od lat 90. standardy zalecają by pozytywna faza fali odbitej prezentowana była w skali czarno-białej za pomocą koloru białego. Dlatego powierzchnia terenu będzie reprezentowana na profilu jako czarna linia. W innych jednak zastosowaniach (badaniach naukowych, archeologii i innych) kolor czarny oznacza pozytywną fazę i dlatego powierzchnia terenu oznaczana jest kolorem białym. Podobnie też linia o kolorze białym reprezentuje zwierciadło wód gruntowych.

## Prędkość fali elektromagnetycznej
W geofizyce prędkość fali w danym ośrodku ma bardziej charakter wartości skalarnej niż wektorowej, to znaczy opisuje ona charakter ośrodka. Jest więc ona niezależna od częstotliwości wysyłanego sygnału elektromagnetycznego, czyli zastosowanej anteny (pozwala to m.in. na stosowanie kilku anten o różnych częstotliwościach jednocześnie). Niemniej w ośrodkach anizotropowych prędkość fali elektromagnetycznej może w pewnym stopniu przybierać różne wartości w różnych punktach i kierunkach. W skałach ogólnie istnieje tendencja spadku średniej prędkości fali elektromagnetycznej wraz z głębokością (w przeciwieństwie do prędkości fali sejsmicznej) co wiąże się ze wzrostem średniej przenikalności elektrycznej.
Różnica czasu powrotu (czas od wysłania do zarejestrowania) fali odbitej w podłożu i fali powierzchniowej t od jej prędkości V jest opisywana wzorem:
{\displaystyle \Delta t=2{\sqrt {\left({\frac {x}{2V}}\right)^{2}+\left({\frac {z}{V}}\right)^{2}}}-{\frac {x}{V}},}
gdzie:
- {\displaystyle z} – głębokość przeszkody, na której zachodzi odbicie,
- {\displaystyle x} – rozstaw anten.

Przy badaniach, w których stosuje się jedną antenę nadawczo-odbiorczą, lub przy większych głębokościach, gdy odległość anten nie mają znaczenia, równanie ma więc postać:
{\displaystyle t=2{\frac {z}{V}}.}
Równanie to może być wykorzystywane do obliczania średniej prędkości fali w określonym ośrodku, gdy znana jest głębokość jakiegoś wydarzenia na profilu georadarowym (na przykład znana jest głębokość zwierciadła wody gruntowej).
W badaniach common-offset przy zmianie prędkości w ośrodku z {\displaystyle V_{1}} na {\displaystyle V_{2}} (np. przy przejściu przez zwierciadło wody gruntowej), ze względu na zniekształconą geometrię przebiegu fali, ta zależność jest bardziej złożona. Zmiana własności ośrodka działa podobnie jak soczewka w optyce. Prędkość fali elektromagnetycznej w danym ośrodku o niskiej utracie energii (opisanej poniżej) jest opisywana zależnością:
{\displaystyle V=c/{\sqrt {\varepsilon }}_{r},}
gdzie:
- {\displaystyle c} – prędkość światła w próżni (około 0,30 m/ns),
- {\displaystyle \varepsilon _{r}} – względna przenikalność elektryczna warstwy.

Równanie to może być wykorzystywane do obliczeń prędkości fali w ośrodku, którego właściwości elektryczne możemy zbadać laboratoryjnie (np. próbki betonu, skały itp.).

## Częstotliwość a rozdzielczość
Podobnie jak w badaniach sejsmicznych, pionowa rozdzielczość w metodzie georadarowej jest ograniczona do przedmiotów o pionowej średnicy większych od jednej czwartej długości fali:
{\displaystyle h={\frac {\lambda }{4}},}
gdzie: {\displaystyle \lambda } jest długością fali elektromagnetycznej i jest wyrażana jako:
{\displaystyle \lambda ={\frac {V}{f}},}
gdzie:
- {\displaystyle f} – dominująca częstotliwość,
- {\displaystyle V} – prędkość fal w danym ośrodku, czyli:

{\displaystyle h={\frac {V}{4f}}.}
Dlatego też wyższe częstotliwości wykorzystuje się do wykrywania mniejszych obiektów. Fala o częstotliwości 250 MHz, przy założeniu prędkości 0,1 m/ns jest w stanie prawidłowo przedstawić obiekt o miąższości 10 centymetrów. Jednak fale o wyższej częstotliwości są silniej tłumione, w wyniku czego zakres częstotliwości fal powracających jest zubożony o fale o wyższej częstotliwości i średnia częstotliwość i rozdzielczość falogramu jest obniżona.
Znajomość spektrum częstotliwości powracającej fali jest także przydatna przy przetwarzaniu danych georadarowych, tzn. do usuwania tych jej zakresów, które są związane z szumem i wzmacnianiu sygnału. Jest to możliwe dzięki zastosowaniu transformacji Fouriera, która przekształca wykres amplitudy w skali czasu w wykres amplitudy w skali częstotliwości.

## Tłumienie sygnału
Rozchodzenie się sygnału w ośrodku pochłaniającym falę można opisać przez użycie zespolonego współczynnika załamania, w którym składowa urojona określa pochłanianie fali i jest interpretowana jako opór elektryczny lub hamowanie ruchu wzbudzonych falą spolaryzowanych ładunków (dipoli). Składowa rzeczywista, jest związana z przenikalnością elektryczną ośrodka jest określana jako zdolność materiału do magazynowania ładunku elektrycznego. Jest to ilość energii jaka przy zadanym polu elektrycznym jest magazynowana w postaci spolaryzowanych ładunków (polaryzacja orbit elektronów, cząsteczkowa, dipolowa oraz polaryzacja jonowa).
Przy niskiej częstotliwości, ładunki w ośrodku mają czas w pełni zareagować na pole elektryczne, największa ilość energii jest magazynowana w postaci spolaryzowanych cząstek a straty są niewielkie. Przy wyższych częstotliwościach czas zmiany pola elektrycznego jest mniejszy, polaryzacja następuje jedynie częściowo i większa część energii jest tracona wskutek oporu ośrodka. Dlatego też fale o niskich częstotliwościach ulegają mniejszemu tłumieniu. Utrata energii może być także związana z wysoką przewodnością elektryczną ośrodka na skutek transportu ładunków (np. w wodzie morskiej) lub wysoką magnetycznością ośrodka (ferromagnetyki: żelazo, kobalt, nikiel).